# جلفار الخليج للصناعات الدوائية
الخليج للصناعات الدوائية أو جلفار، شركة تصنيع أدوية رائدة في منطقة الشرق الأوسط، شركة مساهمة عامة مقرها في دقداقة في رأس الخيمة في الإمارات العربية المتحدة. أسسها حاكم امارة رأس الخيمة الراحل صقر بن محمد القاسمي. يعمل بالشركة أكثر من 5,000 شخص وتوزع منتجاتها الطبية على الصعيد الدولي.
تضم الشركة ثلاثة أقسام رئيسية، الأدوية العامة، جلفار لأدوية السكري وجلفار الحياة. تصنع الشركة المواد الفعالة وأدوية تدخل في علاج أمراض الجهاز الهضمي، تسكين الألام، أمراض الجهاز التنفسي، الجروح والندوب، أمراض النساء، صحة الرجال، أمراض الأنيميا وفقر الدم، مضادات العدوى، طب الأعصاب، الأمراض الجلدية، أمراض القلب، المكملات الغذائية والفيتامينات.
في عام 2018، حصلت الشركة على المركز الأول في تصنيف أفضل شركات الأدوية في الإمارات العربية المتحدة.

## التاريخ
تأسست شركة جلفار في عام 1980، في حين حصلت على موافقة وزارة الصحة على أول 30 منتج لها بعد أربع سنوات من إنشاء الشركة بينما بدأت في تصنيع السوائل والمواد شبو الصلبة في عام 1988. بحلول عام 1990، كانت الشركة قد أرسخت وكلاء توزيع لها في الأسواق الرئيسية في جميع أنحاء العالم وبدأت في بناء مرافق تصنيع جديده لها في رأس الخيمة. تم إطلاق جلفار 2 وجلفار 3 وجلفار 4 في عام 1998، كما تم إطلاق جلفار 7، مصنع تكنولوجيا حيوية في عام 2003، كما تم إطلاق مصنع جلفار 8، جلفار 9 وجلفار 10 في عام 2007.
في عام 2008، تم إطلاق قسم النقل والشحن داخل جلفار، مينا كول، لنقل أدوية الشركة داخل منطقة الشرق الأوسط وشمال أفريقيا. في عام 2011، صرحت جلفار أن مبيعاتها تجاوزت حاجز 1 مليار درهم إماراتي، بزيادة قدرها 11.3% عن مبيعات عام 2010.
في عام 2012، بدأت جلفار في إنتاج البدائل الحيوية وأطلقت قسمًا جديدًا، جلفار لأدوية السكري، لتصبح بذلك الشركة الوحيدة في الشرق الأوسط وشمال أفريقيا التي تنتج الحمض النووي المعاد تركيبه (r-DNA)، المادة الخام المستخدمة في صنع الأنسولين.
في عام 2013، افتتحت جلفار أول مصنع لها في القارة الأفريقية مع افتتاح جلفار إثيوبيا.
بعد ذلك بعامين، أي في عام 2015، تم إطلاق جلفار بنغلاديش، تزامن ذلك مع إطلاق جلفار الحياة، قسم المستهلك داخل الشركة. في عام 2017، استحوذت مجموعة جلفار على شركة أي في للسوائل، جلف إنجكت وافتتحت رسميا مصنع داخل المملكة العربية السعودية بعد تعاون مشترك مع نظيرها السعودي مجموعة سيجالا.
في عام 2018، وقعت جلفار اتفاقية مع وزارة الصحة في حكومة الإمارات العربية المتحدة لضمان توفير الإمدادات الطبية الحرجة أثناء الأزمات.
فازت جلفار بجائزة رابطة محترفي التحالف الاستراتيجي في عام 2018 جنبًا إلى جنب مع شريكها، شركة ميرك وشركاه، لتصبح أول شركة أدوية من الشرق الأوسط وأفريقيا تفوز بهذه الجائزة. كما فازت الشركة بجائزة فروست أند سوليفان لأفضل شركة ناشئة في مجال تصنيع الأدوية في دول مجلس التعاون الخليجي لعام 2018.

## المؤسسات
لدى مجموعة جلفار 16 مصنع إنتاج في الإمارات والمملكة العربية السعودية.

### جلفار الإمارات
في عام 1980، تم تأسيس مؤسسة جلفار الإمارات في مدينة رأس الخيمة. تم إنشاء 13 مؤسسة منذ ذلك الحين تقوم بتصنيع أقراص، كبسولات، معلقات مسحوق الأطفال، أدوية شراب، قوارير، قطرات، أمبولات، كريمات ومراهم.

### جلفار المملكة العربية السعودية
تم تأسيس مجموعة جلفار السعودية في عام 2017، كمشروع مشترك بين جلفار الإمارات ونظيرها السعودي مجموعة سيجالا. تعتبر المجموعة هي الأولى من نوعها في مدينة الملك عبدالله الاقتصادية التي تحصل على شهادة ممارسات التصنيع الجيدة في الفحص الأول لها من قبل الهيئة السعودية للغذاء والدواء.

## المنتجات
يعتبر مرهم ميبو، لترطيب الجلد وعلاج الحروق من أشهر منتجات شركة جلفار. تسببت مبيعاته العالية في تصنيع الشركة لمرهم ميبو سكار، مرهم على نفس الاسم لعلاج الندبات القديمة والجديدة حيث يستخدم لاستعادة صحة الجلد المصاب.

## روابط خارجية
- الموقع الرسمي
- نبذة عن جلفار الخليج للصناعات الدوائية- اليوتيوب.